# Nyctiophylax tacuarembo
Nyctiophylax tacuarembo là một loài Trichoptera trong họ Polycentropodidae. Chúng phân bố ở vùng Tân nhiệt đới.